# Half-Life: Decay
Half-Life: Decay (дословно с англ. — «Распад») — третье дополнение для шутера от первого лица Half-Life, разработанное компанией Gearbox Software специально для игровой консоли PlayStation 2. Дополнение было выпущено компанией Sierra Entertainment вместе с портированной версией Half-Life 14 ноября 2001 года. В отличие от других игр серии, Half-Life: Decay рассчитана на двух игроков и совместное прохождение игры в режиме раздвоенного экрана.
Игрок снова оказывается свидетелем инцидента в Исследовательском центре «Чёрная Меза», но в этот раз уже в роли коллег Гордона Фримена — Джины Кросс и Колетт Грин. Джина Кросс уже встречалась игрокам в виде голограммы во время тренировочного уровня Hazard Course в Half-Life и эпизодического персонажа в Half-Life: Blue Shift, а также как модель для сетевой игры. Колетт Грин — это совершенно новый персонаж, впервые появившийся в Decay.
Компанией Gearbox была подготовлена версия Decay для ПК, но она так и не вышла «из-за возможных сложностей с управлением». Decay также была недоступна и через систему онлайн-загрузки Steam.

## Игровой процесс
Основная статья: Игровой процесс Half-Life

Джина Кросс и Колетт Грин сражаются с вортигонтом.

Главной уникальной особенностью Half-Life: Decay среди других игр серии Half-Life является совместный режим прохождения игры. Двое игроков берут на себя управление Джиной Кросс и Колетт Грин, и игра проходится в режиме разделённого экрана. При этом во время игры они встретят различные загадки и боевые ситуации, для которых требуются совместные действия двух персонажей.
Другим отличием Decay является то, что игра разделена на отдельные независимые миссии вместо одного непрерывного повествования. Ещё одна уникальность Decay среди других игр серии в том, что обе главных героини озвучены актёрами и произносят разные фразы, в зависимости от действий игрока или игровых событий (например, при ранении напарницы) — во всех остальных играх вселенной Half-Life разработчики специально не давали игровым персонажам голоса, чтобы игрок как можно сильнее «погружался» в игру.
Наконец, Decay имеет систему оценок, выдаваемых игрокам после каждой миссии. Оценки от F («ужасно») до А («отлично») основываются на точности стрельбы, количестве убитых врагов и полученных повреждений. Если оба персонажа пройдут все девять миссий с оценкой А, станет доступна дополнительная миссия Xen Attacks, где игроки будут играть за двоих вортигонтов.

### Оружие
Игрокам доступно большинство видов оружия из Half-Life, исключая тау-пушку, квантовый разрушитель (глюонную пушку) и арбалет. При игре за вортигонтов в дополнительной миссии Xen Attacks оружием игроков будет электрическая атака пришельца и удар когтями в ближнем бою. При этом вортигонт будет восполнять своё здоровье, атакуя врагов молниями.

## Сюжет
Джина Кросс и Колетт Грин — члены той же исследовательской команды Чёрной Мезы, что и главный герой Half-Life, Гордон Фримен. Они ответственны за наблюдение за экипировкой, которую использует Гордон в течение эксперимента, и за безопасность учёных Розенберга (который также появлялся в Half-Life: Blue Shift) и Ричарда Келлера, одних из управляющих экспериментом.
Действие игры начинается одновременно с Half-Life. Джина Кросс доставляет для Фримена тестовый образец, из-за которого произошёл инцидент (в Blue Shift игрок может увидеть Джину, везущую тележку с кристаллом, на одном из мониторов в зале с камерами наблюдения). Как и Фримен, они вынуждены сражаться за свою жизнь после каскадного резонанса. Кросс и Грин помогают доктору Розенбергу достигнуть поверхности и вызвать военных для эвакуации людей из Чёрной Мезы (позже в этом месте он будет пленён солдатами и встретит Барни Калхауна в Blue Shift). Затем они, под руководством доктора Келлера, подготавливают для запуска коммуникационный спутник, который позже запускает Фримен в Half-Life, и устанавливают на него спецоборудование для понижения воздействия эффекта каскадного резонанса.
В конце игры оба персонажа запускают специальный смещающий маяк для закрытия пространственного разлома. Во время этого их вдруг начинает метать меж пространств. Они слышат голос доктора Розенберга, который говорит, что «не сможет удержать портал открытым слишком долго» — момент отправки Барни Калхауна в Зен (Blue Shift), а также видят силуэт самого Барни, прыгающего в портал. Затем доктор Грин и доктор Кросс благополучно возвращаются обратно к доктору Келлеру, который поздравляет их с успехом и объясняет, что они на время попали в «гармонический рефлюкс» (англ. harmonic reflux) — оказались запертыми между двумя смещающими потоками. На этом игра заканчивается. Неизвестно, смогли ли женщины выжить после ядерного взрыва в конце Opposing Force.

### Главы
- Глава 1: Инцидент (англ. Accident) (карты dy_accident1.bsp и dy_accident2.bsp) — Джина Кросс и Колетт Грин, под руководством доктора Келлера и доктора Розенберга, доставляют кристалл из Зена в тестовую камеру и подготавливают антимасс-спектрометр для Гордона Фримена. В ходе эксперимента происходит каскадный резонанс. Джина и Колетт, пробираясь по разрушенной Чёрной Мезе, куда начинают телепортироваться враждебные пришельцы, возвращаются к Келлеру и Розенбергу. Розенберг считает, что необходимо выбраться на поверхность за помощью. Келлер же намерен сделать всё возможное, чтобы закрыть возникший пространственный разлом.
- Глава 2: Рискованный ход (англ. Hazardous Course) (карта dy_hazard.bsp) — Джина и Колетт сопровождают доктора Розенберга по ставшему небезопасным тренировочному комплексу Чёрной Мезы, в конце которого есть обучающая железнодорожная линия — кратчайший путь на поверхность.
- Глава 3: Вызов с поверхности (англ. Surface Call) (карта dy_uplink.bsp) — выбравшись на поверхность, доктор Розенберг хочет вызвать военных, чтобы те провели эвакуацию всего персонала Чёрной Мезы. Для этого Джине и Колетт приходится пройти через товарный склад и железнодорожный узел к центру спутниковой связи и настроить передающую тарелку на нужную частоту. После передачи сигнала Розенберг остаётся ждать прибытия военных, а Джина и Колетт возвращаются в Чёрную Мезу к доктору Келлеру.
- Глава 4: Резонанс (англ. Resonance) (карта dy_dampen.bsp) — прежде чем закрыть пространственный разлом, необходимо вновь запустить подавляющее поле, чтобы исключить повторение каскадного резонанса. Доктор Келлер посылает Джину и Колетт активировать подавляющие шлюзы для перезапуска этого поля. Во время своей миссии женщины продолжают сталкиваться с беспорядочно телепортирующимися пришельцами и видят множество пролетающих над базой вертолётов — знак прибытия военных.
- Глава 5: Домашнее насилие (англ. Domestic Violence) (карта dy_dorms.bsp) — для запуска на орбиту спутника с установленным оборудованием резонансного подавления, которое должно закрыть пространственный разлом, необходимы специальные коды, которые имеются у охранников Чёрной Мезы. Доктор Келлер вместе с Джиной и Колетт прибывают на Уровень 3, в общежития для персонала, чтобы найти выживших охранников. Однако во время поисков Джина и Колетт выясняют, что весь персонал уничтожается прибывшими военными, проводящими полную зачистку комплекса. Сразившись с ними, они находят одного уцелевшего охранника и сопровождают его к доктору Келлеру.
- Глава 6: Код «Зелёный» (англ. Code Green) (карта dy_signal.bsp) — Кросс и Грин снова выбираются на поверхность — в здание воздушного контроля Чёрной Мезы, где они, отбиваясь от продолжающих высадку военных, дают мониторингу космического пространства разрешение на передачу кодов для запуска спутника.
- Глава 7: Перекрёстное влияние/Перекрёстный огонь (англ. Crossfire) (карта dy_focus.bsp) — после передачи кода, Джина и Колетт пробираются по канализационной системе в битвах с солдатами и пришельцами и достигают Гамма-лабораторий. Там они находят большой смещающий маяк, используемый учёными для открытия мини-порталов, при помощи которых безопасно добывались образцы из Зена. Маяк должен будет обратить каскадный резонанс, поэтому они поднимают его на поверхность.
- Глава 8: Напряжённость (англ. Intensity) (карта dy_lasers.bsp) — в Гамма-лабораториях Джина и Колетт снова встречают доктора Келлера, который посылает их в нижние лаборатории, где изучались пришельцы Зена. Учёные, которые там работали, убиты самими пришельцами, поэтому только Джине и Колетт остаётся, правильно расположив зеркала и лазеры, активировать лучевую матрицу для включения смещающего маяка.
- Глава 9: Разлом (англ. Rift) (карта dy_fubar.bsp) — Джина Кросс и Колетт Грин выходят на площадку со смещающим маяком. Келлер остаётся в комнате управления, а Джина и Колетт используют маяк для зарядки трёх больших кристаллов, фокусировка которых закроет пространственный разлом. В это время на площадку начинает телепортироваться множество вортигонтов и иномирных пехотинцев, к чему доктор Келлер заранее подготовил Джину и Колетт. Неожиданно из портала появляется зеновский летающий скат, который пытается уничтожить смещающий маяк, чтобы не дать запечатать разлом. Расправившись со скатом, Джина и Колетт на несколько мгновений застревают в гармоническом рефлюксе, но после их телепортирует обратно к доктору Келлеру, который сообщает, что пространственный разлом был успешно закрыт.
- Бонусная миссия: Зен атакует (англ. Xen Attacks) (карта dy_alien.bsp) — двое вортигонтов, называемых дронами X-8973 и R-4913, должны извлечь образец кристалла, используемый для тестов в Чёрной Мезе, и вернуть его их лидеру, Нихиланту. Они находят образец в подземных гаражах, захваченный военными.